# Georgette Magritte
Georgette Marie Florence Berger, beter bekend als Georgette Magritte (Marcinelle, 22 februari 1901 – Schaarbeek, 26 februari 1986), was de echtgenote en tevens het belangrijkste model van de Belgische surrealistische schilder René Magritte.

## Levensloop
Georgette Berger werd geboren in Marcinelle (deelgemeente van Charleroi). Haar vader was beenhouwer. Ze ontmoette als prille tiener in 1913 haar toekomstige echtgenoot, de bijna drie jaar oudere René Magritte, op de jaarlijkse kermis van Charleroi. 
De tieners hadden een korte romance, die op brute wijze werd onderbroken door het uitbreken van de Eerste Wereldoorlog in 1914.
Georgette en René ontmoetten elkaar toevallig opnieuw in de Botanische Tuin van Brussel in 1920. Ze verloofden zich en trouwden op 28 juni 1922 in de Sint-Mariakerk van Schaarbeek.
Georgette werkte jarenlang parttime in de "Coopérative Artistique, een zaak in schildersbenodigdheden" op de Kolenmarkt in het centrum van Brussel. Van deze winkel betrok Magritte zijn verf. Tot dat Magritte doorbrak, was het salaris van Georgette het belangrijkste inkomen van het gezin.
Tijdens een surrealistische bijeenkomst in Parijs op 14 december 1929 leidde een beroemd incident met betrekking tot Georgette tot een ruzie tussen René Magritte en André Breton. Georgette droeg een kruis om haar hals en de Parijse surrealist vroeg haar publiekelijk om het af te doen. Georgette weigerde en verliet de zaal, gevolgd door Magritte. Door dit incident bleven de twee surrealisten twee jaar lang in ruzie met elkaar.
Nadat Magritte in 1936 verliefd werd op de Britse Sheila Legge, een surrealistische performancekunstenares, vooral bekend voor haar Trafalgar Square-performance uit 1936, begon Georgette Magritte op haar beurt een verhouding met Paul Colinet. Deze romance eindigde in 1940 na een bijna wanhopige poging van Magritte om haar te heroveren.
Georgette Magritte stierf in 1986 in haar huis aan de Mimosasstraat 97 in Schaarbeek, 20 jaar na haar man. Ze ligt samen met haar man begraven op het kerkhof van Schaarbeek. Zij bleven kinderloos.

## Deelname aan collectieve werken
"Silhouettes 1937". Dit werk bevat: twee gedichten en een collage ondertekend door Jean Scutenaire, twee gedichten en een collage ondertekend door Irène Hamoir, twee gedichten ondertekend door Paul Colinet, een tekst ondertekend door Marcel Lecomte, een partituur ondertekend door Paul Magritte en een collage ondertekend door Georgette Magritte met “Op het schaakbord van Betty P. Magritte, Laken bij Brussel, 3 april 1937". Het is een uniek exemplaar dat geschonken werd aan de Franse schrijver René Char.

## Model van René Magritte

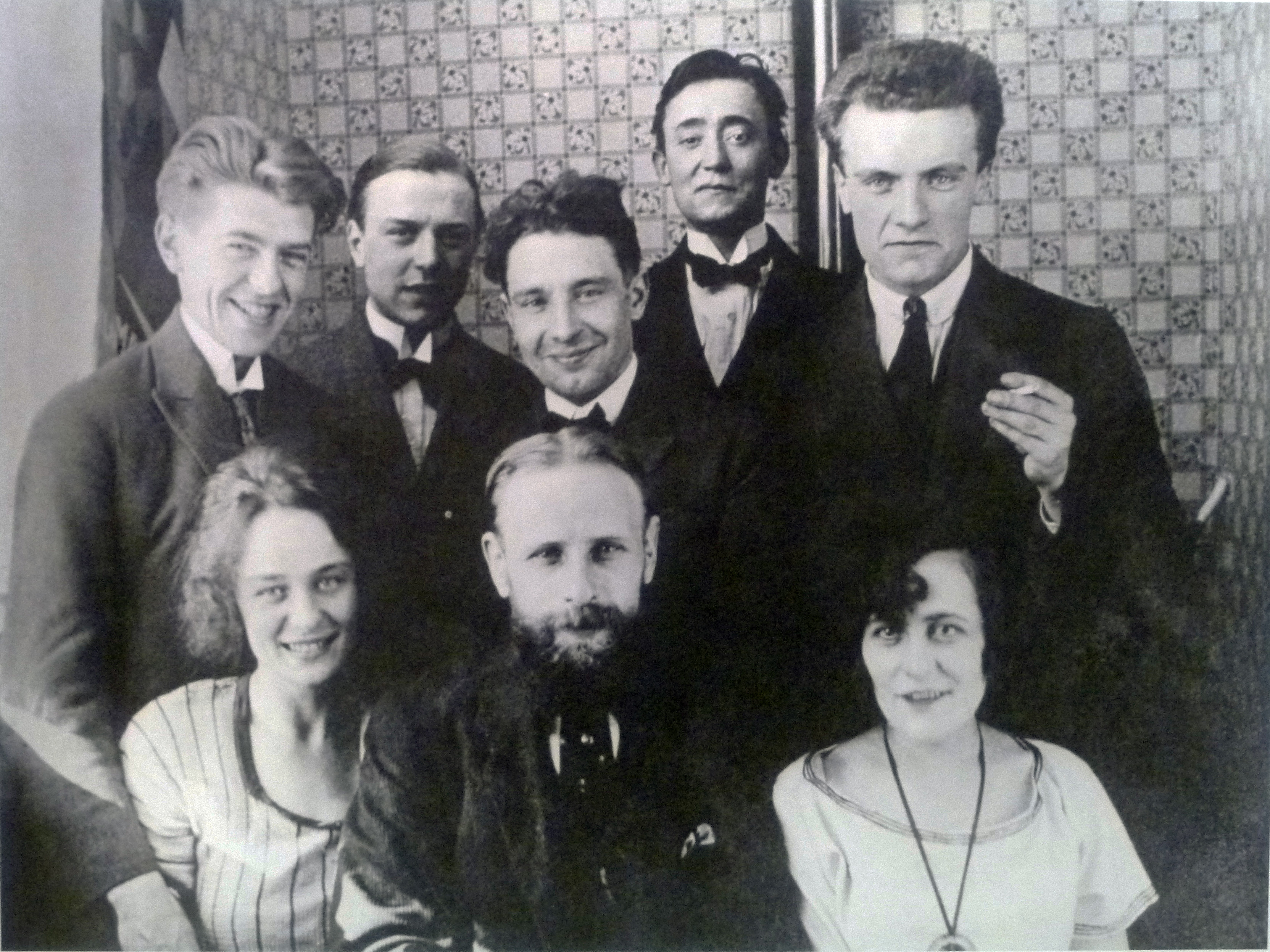
Bij Victor Servranckx, op de trouwdag van Georgette en René Magritte (juni 1922): van links naar rechts: boven, René Magritte, E.L.T. Mesens, Victor Servranckx, Pierre-Louis Flouquet, Pierre Bourgeois; onder: Georgette Berger, Pierre Broodcoorens, Henriette Flouquet.

Georgette Magritte was naast zijn echtgenote, ook het belangrijkste model van René Magritte. Er zijn verschillende portretten van haar bekend, hieronder een beperkt aantal: 
- 1921, houtskool op papier, driekwart zijaanzicht [9]
- 1923, olieverf op doek, surrealistisch portret van Georgette aan de piano [10] [11]
- 1926, olieverf en potlood op doek, portret van Georgette met een bilboquet[12]
- 1928, olieverf op doek, "la tentive de l'impossible"[13]
- 1934, olieverf op doek, vooraanzicht met een sigaret in de hand, tegen een achtergrond van blauwe lucht met wolken [14]
- 1937, olieverf op doek, portret in medaillon, omringd door een duif, een olijftak, een kaars, een papier met het woord 'vague' (golf) en een sleutel, op een achtergrond van blauwe lucht met wolken[15]
- 1944, olieverf op doek, volledig gezicht [16]
- ongedateerd, olieverf op doek, portret in een open witte lijst op een nachtblauwe achtergrond[17]

## Film

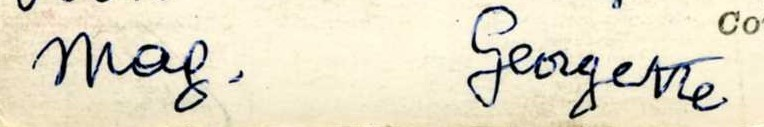
Handtekeningen van René en Georgette Magritte op een ansichtkaart verzonden vanuit Parijs in 1960 naar Louis Scutenaire en Irène Hamoir

Georgette komt meerdere malen voor in de kortfilm "La Fidélité des images", gemaakt in 1946 door haar echtgenoot.

## Georgette Magritte als onderwerp bij andere kunstenaars
Georgette Magritte is dikwijls een onderwerp van kunstwerken, zowel grafisch, literair als muzikaal. Hieronder een beperkt aantal voorbeelden: 
- Irène Hamoir laat in haar roman Boulevard Jacqmain uit 1953 de Belgische surrealisten optreden onder vrij herkenbare pseudoniemen: "Paul Nouguier" voor Paul Nougé, "Gritto" voor René Magritte, "Maître Bridge" voor Louis Scutenaire, "Édouard Massens" voor E.L.T. Mesens, "Bergère" voor Georgette Magritte, "Marquis" voor Paul Magritte, "Sourire" voor André Souris, "Monsieur Marcel" voor Marcel Lecomte, "Evrard" voor Geert van Bruaene, "Delasbyme" voor Denis Marion, "Mouffin" voor Robert Goffin, "Crépue" voor Irène Hamoir.
- Borin van Loon schilderde in 2016 een merkwaardig realistisch portret van Georgette Magritte zoals ze eruitzag op de dag van haar huwelijk.[19][1]
- Paul Simon schreef een lied over haar en haar echtgenoot: "René and Georgette Magritte with Their Dog after the War".[20]